# Коссейит
Коссейит (каз. Қоссейіт, до 199? г. — Восход) — село в Шардаринском районе Туркестанской области Казахстана. Административный центр и единственный населённый пункт Коссейитского сельского округа. Код КАТО — 516443100.

## Население
В 1999 году население села составляло 4176 человек (2152 мужчины и 2024 женщины). По данным переписи 2009 года, в селе проживало 4657 человек (2357 мужчин и 2300 женщин).